# Læserbrev
Et læserbrev er en skriftlig meddelelse til en redaktion på en avis eller et andet skriftligt massemedie. Meddelelsen er med offentliggørelse for øje og oftest skrevet af en, som ikke er ansat der. Et åbent brev er en særlig type læserbrev, som direkte henvender sig til en person, organisation eller lignende.
Læserbreve kan skrives af privatpersoner eller repræsentanter for organisationer, men de skrives sjældent af mediets egne journalister, og skribenterne modtager ikke betaling fra avisen. Læserbrevene er som regel korte.
Formålet med læserbreve er som regel at udtrykke et synspunkt, rose eller klage, typisk på lokalt plan. Særligt under valgkampe er læserbreve en mulighed for, at kandidater kan profilere sig for at få stemmer.
Læserbreve kan være et led i en virksomheds markedsføring.

## Læserbrevets udvikling
Oprindeligt var læserbrevet et brev sendt med posten. I dag sendes de fleste pr. e-mail. I dagbladene er der intet krav om, at afsenderen skal være abonnent endsige læser for at få optaget sit læserbrev.
I 1950'erne fik læserbrevene og læserbrevsspalterne den form og udbredelse, som man kender i dag.
I dag har de fleste massemedier en hjemmeside, hvor læserne kan ytre sig i et debatforum, lige som stadig flere medier giver læserne mulighed for at kommentere artikler. Hvis læsernes ytringer bliver læst af redaktionen inden offentliggørelse, vil de være at sidestille med et læserbrev.
Gratisavisen Urban var den første i Danmark til at trykke uddrag af læsernes blog-indlæg fra avisens hjemmeside. Da indlæggene er udvalgt af redaktionen og skrevet med henblik på offentliggørelse via avisens internetmedie, er de læserbreve.

## Jura
Denne artikel omhandler overvejende eller alene danske forhold. Hjælp gerne med at gøre artiklen mere almen.
Alle læsere kan bruge deres ytringsfrihed, men det er op til mediet, om det vil optage det indsendte læserbrev. Pressenævnet afgør rutinemæssigt klager over manglende optagelse af læserbreve til fordel for mediet, netop med henvisning til "det almindelige princip om redaktørens ret til at bestemme, hvad han vil bringe i mediet".
Redaktionen vil sædvanligvis udvælge læserbreve om aktuelle emner, som mediet dækker. Læserbreve kan også blive udvalgt på baggrund af generelle nyhedskriterier.
Læserbrevsskribenter er som udgangspunkt alene ansvarlige for indholdet og har derfor normalt ikke mulighed for at være anonyme. Sker det undtagelsesvist, vil mediets chefredaktør være juridisk ansvarlig for indholdet.
Ikke alle internetmedier er omfattet af medieansvarsloven, og det er derfor ikke helt enkelt at fastslå, hvem der har ansvaret, hvis indholdet i et digitalt læserbrev bliver genstand for en retssag. Især ikke hvis red. har læst brevet.

## Etik
Det sker, at læserbreve rejser meget skarp kritik af navngivne personer, myndigheder eller virksomheder. Redaktionen giver ofte de angrebne mulighed for at forsvare sig. Svaret trykkes ofte sammen med læserbrevet.
Tilsvarende vil et angreb på mediets journalister ofte blive forsynet med et svar fra chefredaktøren bragt i umiddelbar forlængelse af læserbrevet.